# 陈庄战斗
陈庄战斗，是1939年9月，中国抗日战争中中日双方发生的战斗。最终中国国民革命军第十八集团军获胜。
1939年9月下旬，日军独立混成第八旅团第三十一独立大队及伪警备队共1500余人，自冀中灵寿出犯，进占慈峪镇，并向驻东西五河八路军719团阵地进攻。120师师长贺龙、政委关向应决定迎击日寇，双方在陈庄附近展开拉锯战，八路军对日军展开围攻，并在鲁柏山以西围拢，击毙日伪军1200余人，俘16人，缴获轻重机枪23挺，步枪500余支，战马50余匹。